# Салво Монталбано
Сàлво Монталбàно (на италиански: Salvo Montalbano) е измислен литературен и телевизионен герой, главният герой на поредица от детективски романи на италианския писател Андреа Камилери и на базираните на тях телевизионни сериали. Монталбано е полицейски комисар, който изпълнява задълженията си в измисления град Вигата на сицилианския бряг.
Историите се характеризират с използването на италиански език с често използване на елементи от сицилианския език, и с особено точната обстановка – елементи, включени и в телевизионния сериал.
Името Монталбано е избрано от Камилери в знак на почит към испанския писател Мануел Васкес Монталбан, създател на друг известен детектив, Пепе Карвальо: и двамата герои обичат добрата храна и добрата литература, и са доста прибързани и нетрадиционни в разрешаване на случаите и в противоречивите и сложни любовни история със сложни жени.

## Герой
Монталбано е роден в Катания на 6 септември 1950 г. Това е видно от документа, открит в чантата на агентката Елизабета Гардини в романа Acqua in bocca, написан съвместно с Карло Лукарели, и изрично в романа Una voce di notte. Годината на раждане се потвърждава и от описанието на участието на бъдещия комисар в събитията от 1968 г .: „През 68 г. бъдещият комисар, който беше на осемнадесет години, стриктно направи всичко, което трябваше да се прави за едно момче от него. възраст: протестира, окупира, провъзгласи, прави секс, пуши трева, влезе в битка. С полицията, разбира се“.
Завършил право, той започва кариерата си в полицията на около 30-годишна възраст, като стажува, което го кара да стане заместник-комисар в планинското село Маскалипа в провинция Ена, откъдето след това е преместен във Вигaта, крайморски град в провинция Монтелуза. Вигàта и Монтелуза са две измислени имена, които в литературните романи съответстват съответно на Порто Емпедокле и Агридженто, и които в телевизионния сериал се отнасят до два въображаеми града, разположени в района на Рагуза (както може да се види от картата на провинцията, която често се появява в полицейския участък на Вигата, която при заснемането на телевизионния сериал е поставена в кметството на Шикли). В литературната измислица писателят избира не да си послужи с реални топоними на сицилианските градове, а да трансформира всяко име в такова с подобн звучене: напр. Фиака е Шака, Фиела е Джела, самата Вигата, макар и издигната до провинциален център, по звучене прилича на Ликата: „Вигата всъщност е Порто Емпедокле.  Сега, Порто Емпедокле е място с 18 хил. жители, което не може да издържи прекомерен брой престъпления, сякаш е Чикаго по времето на пройбиционизма: не че са светци, но и не са на това ниво. Така че бих могъл да сложа измислено име: Леката е наблизо и затова си помислих: Вигата. Но Вигата дори не е Ликата. Това е идеално място, бих искал да изясня това веднъж завинаги“. През 2003 г. общинската администрация на Порто Емпедокле, за да почете своя знаменит гражданин и славата, произтичаща от неговия литературен успех, с одобрението на писателя, който се обявява за получил голяма чест, решава да добави към официалното си име и това на въображаемия град: „Порто Емпедокле Вигата“, може би създавайки един от малкото случаи, в които географската и политическата реалност се адаптират към литературното въображение.
В местност близо до Вигата – Маринела (въображаем морски курорт, чието име съвпада с това на част от Порто Емпедокле в действителност), инспектор Монталбано се установява във вила край морето, която първоначално наема и след това купува; той обикновено живее там сам, освен когато му идва на гости годеницата му Ливия Бурландо, която живее в Бокадасе, квартал на Генуа, и която се появява в романите като свързващо звено, непрестанно присъстваща в живота му.
Къщата би била негодна за живеене предвид обичайния хаос, характеризиращ действията на Монталбано, без ценната помощ на домашната му помощничка Аделина Чирино, заядлива и макар че има двама синове престъпници, често арестувани от инспектора или от неговите подчинени, тя e вярна помощничка. Тя е много добра готвачка и винаги оставя готово сицилианско ястие в хладилника или във фурната за вечерята на инспектора. Монталбано е запален чревоугодник, но изобщо не може да готви. За обяд обикновено посещава ресторанта „Сан Калоджеро“ (който в телевизионния сериал се намира в ресторант "A Rusticana" в Рагуза) ; след пенсионирането на собственика и затварянето на ресторанта той намира подходящ заместник в ресторант "Enzo a Mare". Любимите му ястия са обилни порции рибни предястия, тальолини по тарантински и пържена риба, а също така много цени някои типични сицилиански вина като Катарато, Грило, Корво, Неро д'Авола, Черазуоло ди Витория и Сира. Когато, връщайки се у дома след работния ден, инспекторът не намира нищо приготвено, той не пада духом и вечеря с черни маслини и сирене качокавало. Рядко се случва обаче да намери основното ястие на Аделина, pasta 'ncasciata или аранчини, които карат инспектора да въздиша от удоволствие.
Между Ливия и Аделина има перфектна несъвместимост на характерите, така че когато едната присъства в къщата, другата определено отсъства.
Най-близките сътрудници на Монталбано са неговият заместник Доменико Ауджело – млад и заклет женкар, когото Монталбано нарича с умалителното Мимѝ, инспектор Джузепе Фацио – усърден, много ефективен и от голяма полза в търсенето на улики, и агентът Агатино Катарела – мил и глуповат телефонист, но опитен в използването на компютрите.
Комисарят, от своя страна, има отношения на любов и омраза към модерните технологии: той признава големите им предимства, но ги чувства чужди на неговата възраст. Забавни са разсъжденията му, които отразяват идеите на създателя му, които той прави именно за мобилните телефони:
| „ | Той се обади на мобилния ѝ телефон, но се оказа изключен. Наистина, за да бъдем точни, записаният глас каза, че лицето, до което се обажда, не е достъпно. И посъветва да опита отново след малко. Но как да се постигне непостижимото? Просто опитвайки и опитвайки отново след малко? Както обикновено, хората по телефоните се опитаха да упражнят абсурд. Те казваха например: „Номерът, на който сте се обадили, не съществува…“ Но как смеят да отправят такова обвинение? Всички числа, за които човек се сети, съществуваха. Ако се стигне до това едно число да липсва, целият свят щеше бъде потопен в хаос. Хората по телефоните разбраха ли го, да или не? | “ |

Връзката на Монталбано с религията е сложна: той със сигурност е мирянин, не е антиклерикалист, нито пък е вярващ, но с напредването на възрастта, роман след роман, той става все по-интровертен и обезпокоен от проблемите на възрастта и малки неудобства като като пропуски в паметта, които той трябва да поправя, като се срамува и си води бележки, и с внезапни големи страхове, като например когато след събуждането в мозъка му обсесивно се появява „не пълна мисъл, а началото на мисъл, мисъл, което приветства с тези Антични думи: Кога ще дойде денят на смъртта ти...“. Може би за невярващия Монталбано това е споменът за молитвата Аве Мария, рецитирана като дете („...и в часа на нашата смърт“)? И беше ли нещо като Отче наш, което той произнасяа, когато в Il giro di boa вярва, че е получил инфаркт? « докато болката се превръщаше в нещо като горещо свредло в живата плът, той пееше в себе си: „Patre mio, patre mio, patre mio. . ." Litaniava a sò patre morto [. . . ] Но знам, че бащата не послуша молитвата“. В един момент инспекторът приема, въпреки че се обявява за невярващ, да кумува на Салво Ауджело, син на неговия заместник Мимѝ, и на сина на Паскуале Чирино (един от двамата синове на прислужницата му Аделина): знак за неговата привързаност, ако не към доктриналните основи, то поне към социалните форми на Католицизма, най-разпространени сред италианското население.

### Характер
Монталбано е sui generis комисар, „зрял, експерт, човек на ciriveddro и интуиция“, с вродена способност да разплита сложни и трудни интриги. Въпреки че работата му го позволява, той обикновено избягва използването на оръжия, но когато е принуден да ги използва, го прави с умение и прецизност. В съответствие с интровертния си характер той предпочита да провежда разследванията си сам и често отговаря мрачно на исканията за разяснения от сътрудниците си за някои от странните си поведения. Той със сигурност не е лишен от човешки слабости, като склонността му към добрата храна, особено тази на рибна основа, и нуждата от абсолютната тишина по време на хранене.
Има дни, когато комисарят е невъзможен, както добре знаят неговите сътрудници, и в тези случаи те стоят далеч от него; например настроението му зависи доста от времето и се разваля и става раздразнителен, когато то се развали. Той мрази да говори публично и когато е принуден да го прави, изглежда смутен и с несвързана реч. Не обича да се излага на преден план пред медиите и наистина се чувства неудобно, когато понякога го награждават на официални церемонии за блестящите резултати от неговите разследвания.
Абсолютно лишен от амбиция, той стига дотам, че отказва повишения и прави всичко, за да ги избегне. Всичко, което Монталбано иска да върши, е работата си, която знае, че върши добре, и не иска да има контакт с политическата класа, която оценява съвсем малко. С голямо умение той успява да се измъкне в бюрократичната машина на държавния апарат, като служи на Държавата с голяма лоялност и не пести яростни критики към своите колеги за непочтено поведение.
Следователно той има сложна личност: от една страна е безупречният служител на обществената сигурност, а от друга – човекът със своите пороци и добродетели, който понякога прилага собствената си лична справедливост, елемент, който го обединява с друг велик полицейски комисар на криминалната литература – Жул Мегре, създаден от Жорж Сименон.

### Семейство
Информация за семейството на Монталбано може да бъде получена от романа „Крадецът на закуски“ , в който се разкрива, че инспекторът е загубил майка си като дете и единственият спомен, който пази, е русата ѝ коса. В тази книга  Монталбано се доверява на Франсоа, африканче, чиято майка е убита майка: „Той му довери неща, които никога не бе казвал на никого, дори на Ливия. Безутешният плач в някои нощи, с глава под възглавницата, за да не го чуе баща му; сутрешното отчаяние, когато знаеше, че майка му не е в кухнята, за да му направи закуска или, няколко години по-късно, лека закуска за училище. И това е липса, която никога не се запълва отново, носиш я със себе си до момента на смъртта.“
Монталбано, в своите разследвания, изглежда търси заместители на майчините фигури, намирайки ги в някои възрастни и митични жени, които са упражнявали професията на учителка, като например пенсионираната учителка Клементина Василе Коцо, 70-годишна, прикована към инвалидна количка, към която той изпитва незабавна симпатия и при която придобива навика да ходи на гости, или бившият директор Бурджо със съпругата си Анджелина, чиято добра рибна кухня Монталбано цени, или болната съпруга на възрастния комисар Бурландо, приятел на инспектора и близо до пенсията.
Баща му, внимателен и загрижен, е бил за него и майка и, уважавайки живота на сина си, и се жени повторно едва след като изчаква Салво да се дипломира и да стане независим. Първоначално Монталбано не приема добре решението на баща си да се ожени повторно и почти напълно се е дистанцира от него поради тази причина: „ може бе имало... почти пълна липса на общуване, те никога не успяваха да намерят точните думи, за да изразят своите чувства един към друг...“
Двамата обаче продължаваха да се обичат много, макар и далеч един от друг, а от време на време в полицейския участък във Вигата пристига кутия хубаво вино, произведено от бащата на комисаря.
Бащата, който винаги е живял далеч от Вигата, овдовява и от втората си съпруга, и събира през годините статиите във вестниците за успехите на сина си в разследванията и когато инспекторът е е ранен при престрелка, е близо до него, като му звъни и го посещава в болницата.
По време на разследването, разказано в „Крадецът на закуски“, Монталбано получава две писма от партньора му (Престифилипо Акраджело) от винарната на баща си, които го информират, че той е сериозно болен от рак от известно време и че, въпреки че е наясно с предстоящата си смърт, не е искал да уведоми сина си нищо, за да му спести агонията на страданието му. Монталбано пристига в болницата, където баща му е бил хоспитализиран, когато вече е мъртъв, и горчиво се укорява за егоизма си, защото, въпреки че е усетил неразположението му, несъзнателно е поискал да го игнорира. От баща си Монталбано запазва стар ръчен часовник, от който никога няма да се раздели.

### Приятели и колеги

#### Мимѝ Ауджело
Домéнико Ауджèло, известен като Мимѝ, е заместник-полицейски комисар на Вигата. Голям приятел на Монталбано, той е с 15 години по-млад от него. Обичан от противоположния пол, той е известен с многобройните женски завоевания, в които жъне успехи, които продължават, докато Беатрис ди Лео, известна като Беба, млада студентка, известна в „Екскурзия до Тиндари“, нахлува в живота му, която, в съучастничество на Монталбано, успява да го отведе до олтара. Въпреки това неговите изневери продължават. От Беатрис той има син  Салво, наречено така в чест на кръстника Монталбано.
Ауджело винаги е „другар", заедно с Фацио, в разследванията на комисаря, следвайки, с много критики, и неговите „нетрадиционни“ методи на разследване. След като той се отдалечава от комисаря в романа „Грънчарската нива“, голямото приятелство между двамата отново се проявява ясно в следващите романи. Освен това от последните два романа той започва да носи очила за четене, предизвиквайки немалко учудване у Монталбано.

#### Джузепе Фацио
Главен инспектор Джузèпе Фàцио е един от основните сътрудници на комисаря. Със сдържан характер и надарен с изострен полицейски инстинкт, той е човекът, с когото комисарят в началото на кариерата си се разбира най-много, често просто с един поглед. Женен от години за Грация, той е с няколко години по-възрастен от шефа си и е служил преди него в полицейския участък във Вигата. Инспекторът познава в дълбочина фактите и събитията в града и е специалист в намирането на информация благодарение на многобройните си познания; дори според Монталбано Фацио „страда от комплекса на регистъра“, тоест по време на разглеждането на своите изследвания той е склонен да уточни всички данни на участващите герои, включително най-безполезните и излишните, което изнервя Монталбано и той неведнъж го подканва да бъде по-директен и кратък. Трябва да се отбележи, че противно на литературния герой, в телевизионната адаптация Фацио е значително по-млад от комисаря; освен това в сериала „Младият Монталбано“, действието на което се развива през първите години на служба на инспектора, за да се поддържа последователност с основния сериал, е въведен нов герой, който липсва в романите: зрелият Кармине Фацио, баща на младия Джузепе.

#### Агатино Катарела
Агент Агатѝно Катарèла е телефонист на полицейския участък във Вигата. Персонаж, очевидно с доста ограничени интелектуални способности, озовал се „кой знае как“ (след препоръка, подозира Монталбано) в държавната полиция, той се характеризира с това, че се изразява със заплетен и объркан език, като почти винаги изкривява имената на своите събеседници и показва голяма трудност в разбирането (като когато бърка фамилията Мизрата с добре известно хапче за храносмилане). Често от него зависи да предупреди комисаря за дежурното престъпление и винаги го прави, като се втурва в кабинета му като лавина (класическото му поведение е да отвори вратата на комисаря, като я затръшне силно и след това се извинява, като казва: „Извинете ме, д-ре, но вратата ми избяга“) или като му се обажда по телефона вкъщи, често през нощта или в други невероятни моменти, като цяло принуждава Монталбано да полага усилия за тълкуване и анализ, за да разбере какво казва. Катарела, изненадващо, скоро се оказва много опитен в компютърните науки (или „информатика“, както той я определя) и като такъв често бива използван в разследванията. В първите си изяви в романите и в телевизионните сериали той е гледан с непоносимост от Монталбано (до такава степен, че той веднъж ядосано хвърля предмет от бюрото си по него), но впоследствие той печели обичта и уважението на инспектора и на неговите сътрудници благодарение на своята детска откровеност и човечност. Поне в няколко случая наблюденията му, макар и изразени на обичайния му живописен език, се оказват от голяма помощ на комисар Монталбано при разрешаването на случаите. В един от епизодите Катарела също се намесва в престрелка, спасявайки живота на Монталбано.

#### Николо Дзито
Николò Дзѝто е журналист за Retelibera, една от двете частни местни телевизионни станции, които могат да се видят във Вигата (другата е Televigata). Той е дългогодишен приятел на комисаря и горе-долу негов връстник. Политически ориентиран към Левицата по собствено признание и привърженик на агресивната разследваща журналистика, Монталбано често го моли за сътрудничество и му връща услугата, като му дава ексклузивни интервюта и новини.

#### Доктор Паскуано
Д-р Паскуàно е съдебният лекар, който отговаря за аутопсията на мъртвите, присъстващи в разследванията на Монталбано. По-възрастен от инспектора и с мрачен и нетолерантен характер, когато Монталбано го засипва с подробни въпроси относно труповете, той винаги накрая го праща по дяволите с известната вече фраза „non mi scassi i "cabbasisi". Монталбано, за да получи новини за различните аутопсии, го намира навсякъде, дори в бръснарницата и в кафенето. Запален играч на покер, той прекарва вечерите си в турнири в клуб игата и настроението му по време на срещи с Монталбано често зависи от това как е протекла играта му предната вечер. Инспекторът, който никога не пропуска да го подразни за покера, понякога, за да го предразположи, му носи подноси с бучелато, каноли и касата, тъй като докторът също е голям любител на добрата храна, особено на сладкишите.

#### Ливия Бурландо
Лѝвия е вечната приятелка на Монталбано, с която той има връзка от разстояние. Тя живее и работи в Бокадасе, квартал на Генуа. Двамата понякога се ревнуват и си говорят за сватба, но накрая винаги решават да продължат да се наслаждават на свободата си. Ливия страда много, че не е успяла да стане майка и заобичва много в тунизийското момче Франсоа, главният герой на „ Крадецът на закуски“, когото тя няма да може да осинови поради съпротивата на Монталбано; комисарят ще съжалява за направения избор, когато момчето е убито по време на разследването, описано в „Острието на светлината“ относно трима тунизийци, очевидно замесени в трафик на оръжие.

#### Ингрид Сьострьом
Привлекателна шведка, която е била автомобилен пилот в Швеция. Омъжена е за млад и богат сицилиански син на професор Кардамоне, който я принуждава да има сексуални контакти а с него. Монталбано я среща за първи път по средата на разследване, описано в романа „Формата на водата“, където той се противопоставя на постоянните ѝ ухажвания на жената с безскрупулни сексуални навици, за да остане верен на Ливия. Оттогава двамата се сприятеляват до такава степен, че комисарят ще прибягва до помощта ѝ на няколко пъти.

## Литературна „реалност” и телевизионна измислица
Литературният герой на Монталбано става известен на широката публика от момента, в който приключенията му са транспонирани в телевизионен сериал, в който инспекторът се играе от Лука Дзингарети, а като млад мъж - от Микеле Риондино. Точно както се случва с Мегре, главния герой в романите на Жорж Сименон, който е очертан като реален герой, до когото неговият автор дори адресира писмо, Камилери също иска да преплете фантазията и реалността в романа „Танцът на чайката“, също използвайки възможността да посочи на своите читатели „истинската“ физическа фигура на своя комисар. В първите страници на историята неговата годеница Ливия настоява пред инспектора да го убеди да пътуват заедно между Модика, Рагуза и Шикли, за да посетят сицилианската барокова архитектура, а Монталбано, като аргумент за мързела си, заявява: „Не бих искал докато ни има да заснемат там някой епизод от сериала...“, на което Ливия, все още в настроение за спор, възразява:
| „ | – Какво те интересува, извинявай? – И ако случайно се изправя лице в лице с актьора, който играе мен... как се казва... Дзингарели. – Името му е Дзингарети, не се преструвай, че грешиш... и освен това дори не си приличате... той е много по-млад от теб. – Какво, по дяволите, означава това? Апропо, той е напълно плешив, докато аз имам колкото си искаш коса. | “ |

Монталбано всъщност е изобразен по този начин, с дълга коса и мустаци, в празнична статуя, поставена в Порто Емпедокле в присъствието на самия Камилери. Самият актьор Дзингарети признава, че „Камилери каза „да“, бях добър актьор, но не бях неговият Монталбано. Беше го написал, мислейки за Пиетро Джерми, „Железничарят“, с неговите мустаци, походка, коса. И все още иска да каже, че никога не се е вдъхновявал от мен, че автентичният Монталбано е различен от Дзингарети.“

## Тайните на занаята
В диалог с писателя Франческо Пиколо Камилери описва на читателя своя метод на писане може би изненадващ за читателя, който очаква съвсем различен начин на писане от личността на автора.
Камилери казва в разговора: „Дори и да не изглежда така, психически съм изключително подреден човек. Не знам дали сте го забелязали, но всички романи на Монталбано се състоят от 180 страници, преброени на моя компютър, разделени на 18 глави от по 10 страници всяка. Ако романът излезе с една страница повече или по-малко, аз пренаписвам романа, защото това означава, че има нещо нередно.“
Тази нужда от геометрично-математически ред, продължава Камилери, го принуждава като геометър да начертае нещо като карта на романа, който възнамерява да напише и който въпреки това е завършил в ума си. „Пустотите, твърдите частици, където е прозорецът, където е градината. Трябва да организирам тази схема и докато не организирам тази схема, не мога да пиша. В края на краищата дори Сименон, неговият учител, прави същото и „Това означава, че не съм сам в заблудите си, това ме утешава“.

### Монталбано, серийна стратегия
В книгата „Още три разследвания за инспектор Монталбано“ (втори сборник, включващ трите романа „Гласът на цигулката“, „Екскурзия в Тиндари“ и „Ароматът на нощта“, които хронологично следват предишния „Комисар Монталбано. Първи разследвания“) са докладвани в бележка от Андреа Камилери, озаглавена „Монталбано, серийна стратегия“. Писателят разказва как в проектите си, след първите два романа с един и същи герой Монталбано, той е трябвало да изчезне и как е осъзнал проблема със серийността на героя. Всъщност авторът се опасява да не изпадне в повторяемост на ситуации и сюжети, които читателите биха намерили за скучни в дългосрочен план, както отчасти се случва и с Мегре, главният герой на 75 романа на Сименон.
За това Камилери решава още в четвъртия роман („Гласът на цигулката“) да промени радикално човешката панорама, в която се провеждат разследванията на Монталбано. Ако комисарят има добри отношения, дори приятелство, с комисар Бурландо, сега последният е заменен от младия Бонети-Алдериги, който иска да обнови полицейския участък във Вигата, като започне с комисар Монталбано, от старата следствена полицейска школа. По същия начин Камилери въвежда прокурора Николо Томазео на мястото на Ло Бианко и Вани Аркуà на мястото на научния директор Джакомуци: всички герои с много различен характер от предишните.
Друга важна промяна в характеристиката на Монталбано е въвеждането на страха от напредването на старостта, който плаши едва 50-годишния инспектор: той се страхува, че вече не е подходящ за съвремието, белязано от бързи и радикални промени. Той също така осъзнава как познанията му за престъпната територия сега, с глобализацията на незаконността, стават по-малко важни за неговите разследвания и той ще вземе под внимание това заедно със своя уважаван враг: стария местен мафиотски бос от семейство Синагра, който също се чувства неадекватен по отношение на новата международна престъпност.
Следователно, почти в търсене на фиксирани точки в по-широкия и непрекъснато променящ се хоризонт на разследвания, историята на събитията на Монталбано се характеризира с постоянно повтаряне на ситуации, които вече са станали „класически“, като например: телефонните разговори с Ливия почти винаги завършват с кавга; тържествените обеди и вечери на комисаря са последвани от разходка по кея; той отваря хладилника у дома и винаги намира вкусотиите, приготвени от домашната му помощничка; съдебният лекар винаги е в лошо настроение и се кара с него.

### Романи
- 1994 – La forma dell'acqua (Формата на водата)
- 1996 – Il cane di terracotta (Теракотеното куче)
- 1996 – Il ladro di merendine (Крадецът на закуски)
- 1997 – La voce del violino (Гласът на цигулката)
- 2000 – La gita a Tindari (Екскурзия в Тиндари)
- 2001 – L'odore della notte (Ароматът на нощта)
- 2003 – Il giro di boa
- 2004 – La pazienza del ragno
- 2005 – La luna di carta
- 2006 – La vampa d'agosto
- 2006 – Le ali della sfinge
- 2007 – La pista di sabbia
- 2008 – Il campo del vasaio
- 2008 – L'età del dubbio
- 2009 – La danza del gabbiano
- 2010 – La caccia al tesoro
- 2010 – Il sorriso di Angelica
- 2011 – Il gioco degli specchi
- 2012 – Una lama di luce
- 2012 – Una voce di notte
- 2013 – Un covo di vipere
- 2014 – La piramide di fango
- 2015 – La giostra degli scambi
- 2016 – L'altro capo del filo
- 2017 – La rete di protezione
- 2018 – Il metodo Catalanotti
- 2019 – Il cuoco dell'Alcyon
- 2020 – Riccardino

### Сборници с разкази
- 1998 – Un mese con Montalbano
- 1999 – Gli arancini di Montalbano
- 2002 – La paura di Montalbano
- 2004 – La prima indagine di Montalbano
- 2014 – Morte in mare aperto e altre indagini del giovane Montalbano

### Други разкази
- 2008 – La finestra sul cortile (на части в безплатния римски месечник Il Nasone di Prati; в Racconti di Montalbano и в La coscienza di Montalbano)
- 2008 – Il figlio del sindaco (излязло  издание извън търговската мрежа, запазено за клиентите на Unicredit Private Banking; в La coscienza di Montalbano)
- 2012 – Una cena speciale (в Capodanno in giallo и в La coscienza di Montalbano )
- 2013 – Notte di Ferragosto (в Ferragosto in giallo и в La coscienza di Montalbano)
- 2017 – La calza della befana (в Un anno in giallo и в La coscienza di Montalbano)
- 2018 – Ventiquattr'ore di ritardo (вn Una giornata in giallo и в La coscienza di Montalbano)

### Редактирани сборници
- 1999 – Quindici giorni con Montalbano
- 2002 – Storie di Montalbano
- 2008 – Racconti di Montalbano
- 2008 – Il commissario Montalbano. Le prime indagini
- 2009 – Ancora tre indagini per il commissario Montalbano
- 2011 – Altri casi per il commissario Montalbano
- 2012 – Tre indagini a Vigàta
- 2022 - La coscienza di Montalbano

## Телевизионен сериал
Героят на Камилери е главният герой на италианския телевизионен сериал, озаглавен „Комисар Монталбано“ (на италиански: Il commissario Montalbano), продуциран от 1999 г. и излъчван от Rai. Първите три сезона са излъчени по Rai 2, докато от 2002 г. се излъчва по Rai 1. Продуциран от Palomar за Rai и SVT, сериалът се състои от малък брой самостоятелни епизоди на сезон.
Сериалът, базиран на романите на Андреа Камилери, разказва историята на полицейския комисар във въображаемия сицилиански град Вигата, който във всеки епизод се бори с мафиотски престъпления, убийства и отвличания и най-разнообразните случаи на злоупотреби на местно ниво. Благодарение по-специално на дълбоката си интуиция и подчертаната си проницателност за разследване Монталбано винаги успява да надуши правилната следа.
Сериалът е аплодиран от италианските телевизионни критици, които го хвалят на няколко пъти, възхвалявайки по-специално очарованието на обстановката, писането на разказаните истории и харизмата на главните и второстепенните герои.  И по отношение на аудиторията сериалът постига отлични резултати, получавайки обществено признание от дебюта си и след това се утвърждава по време на 20-годишното си излъчване, утвърждавайки се като най-гледаният сериал на съвременната италианска телевизионна сцена. Излъчван в повече от 20 страни по света, той е сред десетте най-гледани програми в Обединеното кралство през 2016 г.
Въпреки че е телевизионен сериал, всеки епизод е заснет като самостоятелен телевизионен филм, свързан с останалите чрез тънък хоризонтален сюжет. До момента са заснети 37 епизода, разделени на 15 сезона.

## Комикс
В бр. 2994 на Мики Маус (на итал.: Topolino), издаден на 16 април 2013 г., се появява историята „Мики Маус и обещанието на котката“, чието действие се развива в Сицилия, където Мики помага на комисар Салво Топалбано, пародия на Салво Монталбано. Историята, нарисувана от Джорджо Кавацано с текстове на Франческо Артибани, е ръководена от самия Камилери. Героят се появява отново в същото списание, в n. 3067, в историята „Мики Маус и чичото от Америка“ и в n. 3223 с „Мики Маус и Гърнето на Каридите.“